# Re:Mind
『Re:Mind』（リマインド）は、2017年10月20日から12月29日まで、毎週金曜 1:00 - 1:30（木曜深夜）にテレビ東京系列の「木ドラ25」枠内で放送されていたけやき坂46の密室サスペンスドラマである。同年10月13日からNetflixで先行配信。

## 概要
テレビ東京の「木ドラ25」枠第3弾となるけやき坂46初主演の密室サスペンスドラマ。
企画当初、けやき坂46のメンバーである井口眞緒、潮紗理菜、柿崎芽実、影山優佳、加藤史帆、齊藤京子、佐々木久美、佐々木美玲、高瀬愛奈、高本彩花、長濱ねる、東村芽依が出演予定だったが、都合により長濱が出演できなくなったため、代役として、けやき坂46の追加メンバーである金村美玖、河田陽菜、小坂菜緒、富田鈴花、丹生明里、濱岸ひより、松田好花、宮田愛萌、渡邉美穂の9名から出演者1名を決定するオーディションが実施され、渡邉美穂に決定した。
2017年9月、都内のスタジオに古い洋館の一室を揃え、撮影開始。
2018年7月4日、Blu-ray・DVDを発売。テレ東本舗で事前予約者の中から抽選で12名に「けやき坂46の直筆サイン入りワイドチェキ」がプレゼントされた。

## あらすじ
3月10日23時50分。同じクラスに所属する11人の少女たちは大きなテーブルを前に座っているところで目を覚ます。部屋に閉じ込められていることに気づいた彼女たちは、なぜ自分たちがこの密室に集まり、誰の手によって閉じ込められたのか、記憶を取り戻そうとする。

## キャスト

### 本編

#### 閉じ込められた12人
以下はCAST順。
佐々木美玲（ささき みれい）
演 - 佐々木美玲
監禁された11人中で一番早く目を覚まし、最初は異様な状況を目の当たりにし怯えるも、次第に冷静に場を整理する役割を担い、齊藤を筆頭に激昂するメンバーの仲裁役となる。集中すると耳を触る癖があり、そうなると周りの声も届かないほど。仲間からは「頭が良さそうに見えて残念な子」と陰口を叩かれている。
潮とも仲が良いが、テストで学年1位を奪われそうになった際には仲が険悪になったことも。自分が助かりたい一心で潮を突き放した末に潮が消えた際には涙を流した。
渡邉へのいじめは「バカバカしい」と直接は加担していないものの写真に撮るだけで告発しないなど黙認していた。
井口が残したスマホの写真から思案を巡らせ、室内にあったヘミングウェイの「I Guess Everything Reminds You of Something（何を見ても何かを思い出す）」が「渡邉のことを思い出せ」という自分たちへのメッセージだと気づき、部屋にある様々な物が脱出へのヒントになると考え渡邉・マッシロの被害者・林・岡崎・渡邉七郎など監禁した可能性のある人物に対する懺悔を仲間に促し、最善の手を尽くそうとする冷静な理論派だが、それでも解放されないことに柿崎や齊藤から責められる。
久美と2人きりとなり、仲間を失っても解放されず打つ手のない状況についに泣き崩れるが立ち直り、久美の元に来た「海と鳥かごと姉妹の写真」、そして部屋に多く飾られた姉妹の絵と柿崎の証言から「クラス内に美穂との異母姉妹がおり、その人が犯人」という説を立てる。が、最後まで残った自分と久美が「マッシロのメンバーであるが美穂のいじめには加担していなかった」という共通点から「他に同様の人物がいる」と気づいた瞬間に11番目に「消える」。

潮紗理菜（うしお さりな）
演 - 潮紗理菜
クラスでは学級委員を務め、美玲と仲が良く春からも同じ大学に進学予定。
足枷を外せないと知ると「床ごと破壊する」「オレンジを投げて天窓を破壊する」など仲間の危険を顧みず大胆な行動をする。
東村の最後の言葉を引き金に齊藤を筆頭に集中砲火を受け、齊藤の命令で証拠となるLINEのメッセージを美玲にだけ見せようとするが、助かりたい一心の美玲にも突き放され自分が消えることを悟り、当初は自己弁護に終始するが仲間に糾弾され謝り続けるも、最後に空席に向かって美穂に怒りをぶつけ3番目に「消える」。
3年1学期の中間テストの際に学年1位を狙えるチャンスとして美玲のテストをカンニングするも、そのことを階段の上で渡邉に詰められた際、東村のいたずらによって渡邉は階段を踏み外し怪我をしてしまった。
「マッシロ」では井口と共に精力的に活動し最終的には犯罪まで犯していた。

東村芽依（ひがしむら めい）
演 - 東村芽依
「トト」と呼ぶ愛犬と散歩をしていた途中に拉致される。諦めが早い性格で不貞腐れたり眠そうな態度を見せるが、井口が消えてからは「犯人を刺激しない方がいい」と慎重さを見せる。
この監禁が渡邉に関連していると気づき、美玲を始め渡邉に謝ろうという空気になると1人反抗し、水を飲んだ際には苦しんだフリをし全員を巻き込むなど悪趣味な本性を現して挑発。しかし、井口が消えた時と同じ状況になると途端に怯え「やったのは紗理菜だから」と潮に責任転嫁をし2番目に「消える」。
3年1学期の中間テストにて階段の上で渡邉が潮のカンニングを詰めている際に上から渡邉の嫌いなカエルのおもちゃを落としたことで渡邉が階段を踏み外し怪我をする原因を作っている。

高本彩花（たかもと あやか）
演 - 高本彩花
東村に対してもなだめるなど人当たりが良い。齊藤と仲が良く、直情な行動や美玲の推理に否定的な齊藤のなだめ役。だが、その実態は齊藤とは一線を越え付き合っている。一方、危機的状況には神に祈りを捧げたり、一連の事態を「美穂の呪い」と語るなど信心深くオカルト思考。
齊藤の「渡邉の車いす転落事件の犯人を暴けば助かる」という案に乗り潮をつるし上げるが、潮が消えても開放されなかったことから「部屋ごと燃やして最後の望みにかける」と決意し、安全を優先する齊藤と決別し方針が乗った高瀬と意気投合したことも。しかし、林に反撃をしようとする齊藤を制するなど齊藤の安全を第一に考えている。
「真っ白な正義」での活動は美穂の暴走後もパーティのコンパニオンやパパ活、キャバクラに潜入し引っかかる大人を齊藤が撮影し脅迫。だが、実際は齊藤の離脱後も「卒業したら齊藤と一緒に暮らすため」のお金を貯めるために高瀬も誘って続けており、その時に援助交際と思った渡邉七郎と遭遇。行為を止めるよう説得すると共に美穂との接し方に悩んでいたことを明かされていた。本人はその時の人物が渡邉七郎とは思わなかったものの、その時ホテル街を歩いていたところを週刊誌に撮られたことで渡邉七郎が失墜する原因となった。そのことを懺悔し齊藤に愛を伝えて8番目に「消える」。

齊藤京子（さいとう きょうこ）
演 - 齊藤京子
一同がネズミで大騒ぎしても起きず最後に目を覚ました上「もう少し寝たいのに」と逆ギレし、仲間に対しても注意や怒鳴ったりするなど11人の中で一番短気だが、ネズミやカエルにも動揺せず、林が現れた際にはナイフを隠し持ち反撃を伺うなど度胸がある。
当初は男勝りで浮いていた自分を受け入れてくれた高本と仲が良く、一線を越え交際していた。
美玲のヘミングウェイの話に対しても当初は否定的な態度を取り、久美が渡邉の自殺を受け入れられない様子でも突きつけ、犯人をつるし上げ早急な解決を図るなど現実主義的思考。
「真っ白な正義」での活動は美穂の暴走後も高本が囮となり未成年に手を出す大人を撮影。脅迫だけであり自主的な相手からの金銭の差出はあったものの自分からの恐喝まではしていなかった。
しかし、高本が消えたことでついに崩れ落ち美玲に怒りをぶつけるも、冷静になり自分が渡邉いじめの発端となったことを懺悔し、犯人だと疑う美玲に高本を返してもらおうとするも、消える予感を感じ、高本とのペアリングに思いを寄せ9番目に「消える」。

佐々木久美（ささき くみ）
演 - 佐々木久美
11人のまとめ役。どこの陣営にもつかず、中立的な立場を取るが、実際のところは仲間外れにされているのが実情が近い。美穂とは12年来の親友であり、「真っ白な正義」に対しても真っ当な活動を目指しており、渡邉の暴走後は投稿をしなかったと林に説明するが、一人優等生的な態度を取ることに他の仲間から反感を買う。
岡崎が医療ミスで死なせたのが幼馴染という可能性が示されると涙を流して否定し、「美穂が自殺した」という可能性も信用せず頑なに否定しつづける。
仲間が相次いで消え、久美・美玲・柿崎の3人となり、冷静に脱出を思案する美玲と「美玲が犯人」と信じ対立する柿崎との板挟みとなるが冷静に仲裁する。
渡邉への直接的いじめは行っていなかったが助けを求めるLINEを無視するなど実質黙認していた。
仲間が消えて行きついに1人だけとなり、現れた真犯人・影山と対峙。12年来の親友であるにもかかわらず、渡邉を助けなかったことを糾弾されるが、その空気を作る原因が影山にあったことを逆襲するも影山に道連れにされ殺されそうになるが、自分に来たメールが渡邉が生きていると知らせる。

加藤史帆（かとう しほ）
演 - 加藤史帆
3か月前に声が出せなくなり、仲間たちも受験に忙しく心配するのが遅れていた。それゆえに前振りなしで行動を起こすなど仲間を驚かせることもある。影山のスマホに入っている読み上げアプリを使って仲間と意思疎通を図る。
岡崎が渡邉と別れた後に交際を始めるが岡崎の秘密を知りすぐに破局。しかし、「岡崎を取られた」と思った渡邉に岡崎の秘密を明かした翌日に自殺をほのめかすLINEが来たことを明かし、現場に行ったことで渡邉が自殺したことを確信。そのショックで失声症となったが、その症状は1か月程度でありその後は喋れることを黙っていた。その一連の事実を話し7番目に「消える」。

影山優佳（かげやま ゆうか）
演 - 影山優佳
井口が消えた後もその場所を確かめるなど冷静さを見せ、脱出を優先し危険な行動を取る潮を止めようとする。
齊藤が隠し持ったナイフを使って執事に反撃しようとした際にはグラスを割り、拾ってもらう隙をついてグラスの破片で反撃しようとするも制され4番目に「消える」。
元々は2年生の秋に転入しており、転入初日から「マッシロ」に勧誘されるが、行ったことは「テストの誤字を訂正する」など比較的軽めの物。美穂へのいじめも「転入生として自分が標的になりたくない」という同調圧力に負けてやっていた。
その正体は今回の真犯人。渡邉失踪後に渡邉七郎が訪ねたことで渡邉の異母姉妹と知り、復讐のために七郎から資金を調達し林を引き入れた上で今回の舞台を作り上げた一方、予定にないカメラを破壊しようとした林を消すなど冷徹さを持ち合わせている。
真相を明かし、クラスの雰囲気に流されていじめられた渡邉に手を差し伸べなかった久美を「1番悪い」と糾弾するが、渡邉がいじめられる空気を作った決定打である「渡邉の指定校推薦と決まっていたフェミリア女子大の願書を渡邉七郎のスキャンダルが起きたタイミングで出した件」が自分に原因がある（自分が願書を出した）ことを知り、久美と消えた全員を道連れに死のうとするが、メールに添付されていた写真から渡邉が生きていると知り、自らの過ちに涙を流したところで密室での物語は終わる。
最終話のエピローグでは11人が卒業式後列車に乗って海に行き、そこで足を完治させた渡邉と花火を楽しむ様子をもって物語の幕が閉じた。

井口眞緒（いぐち まお)
演 - 井口眞緒
監禁されたことに気づいた際には「私だけでいいから逃がしてください」と祈り影山から「最低」と言われるなど独善的で空気が読めない。
11人の席順の並びが「ある時」と同じことにいち早く気づき、そのことを思い出しスマホのカメラロールからその時の写真を出したところで灯りが消え最初に「消える」。
「マッシロ」では精力的に活動し最終的には犯罪まで犯していた。 かつては渡邉をいじめていた主犯だった。

高瀬愛奈（たかせ まな）
演 - 高瀬愛奈
柿崎と仲が良く2人で行動する一方、短気な齊藤には押されがち。基本的にはおとなしく純粋だが、高本の誘いに乗りコンパニオンのバイトを行うなど時折大胆な面も見せる。渡邉には柿崎と共に直接的ないじめをしていた。
渡邉に指示され女性相手に暴行を振るう不良4人をカラオケに呼び出し、コーラに睡眠薬を混ぜ眠った隙にいたずら書きをしており（いたずら書きの主犯は井口）、その後不良たちから殺害予告を受け、林はその盾になったことで負傷・逮捕されることとなった。
林も消えたことでついに冷静さを失い柿崎から励ましを受けるも、美穂の彼氏の岡崎の話題になると黙っていたことから「岡崎の浮気相手では?」と全員に追いつめられ柿崎との中も破綻する中真実を話す。
実は渡邉と岡崎がデートしている最中に出会い、その際のやりとりで一目惚れしたことからストーカー化。岡崎が渡邉にプロポーズした後に告白し断られるもそれでもなお諦めず、別れさせるために渡邉に岡崎の悪口を言ったことで柿崎や仲間も巻き込み渡邉からのいじめに遭う原因を作っていた。しかし、足枷から水が溢れ柿崎に助けを求める中で「岡崎は渡邉と別れて加藤と付き合っている」ことを暴露し柿崎に巻き込んだことを謝ったところで6番目に「消える」。

柿崎芽実（かきざき めみ）
演 - 柿崎芽実
監禁されたと知ってからは高瀬と共に安全ピンで鍵を開けようとする一方、ネズミでパニックになった際に「ここで死にたくない」と絶叫し齊藤を始めとする全員から注意される。渡邉には高瀬と共に直接的ないじめを行っていた。
渡邉に指示され女性相手に暴行を振るう不良4人をカラオケに呼び出し、コーラに睡眠薬を混ぜ眠った隙にいたずら書きをしていた（いたずら書きの主犯は井口）。また、体育が苦手なことから林からセクハラまがいの個人指導を受けており、そのことを「真っ白な正義」に投稿していた。
林の命令によって「柿崎が選んだ1人を処刑する」とするも誰も選ばなかったため殺されそうになるも、齊藤の一喝によって助けられる。
しかし、その後も解放され続けないことから様々な事象の発端となった加藤や高本に怒りをぶつけ、そして冷静に進行する美玲と共に脱出を目指す久美も見限り「真犯人が2人の中にいる」「クラスの中にいた渡邉の隠し子が犯人説」「金で雇われた美玲が黒幕説」などを訴え2人を追いつめるが、崩れない2人に屈し「渡邉へのいじめを最初にした人間」と告白。「渡邉のパシリ」から「クラスのパシリ」となる中、渡邉の父の失脚を機に渡邉を噂を流したと告白し美玲に消してもらうよう頼むも、中々消えず懺悔を繰り返し続け、足枷からようやく水が流れ出たことで安心し10番目に「消える」。

渡邉美穂（わたなべ みほ）
演 - 渡邉美穂
事件の3か月前に失踪した同級生。渡邉七郎の長女。そのバックを盾にクラスの中心的存在として振る舞い、「真っ白な正義」に11人を引き入れた。しかし、幼馴染の死をきっかけに柿崎や高瀬をパシリにしたりマッシロでの活動を過激化するなど精神的に不安定になる中、3年1学期の中間テストで美玲のテストをカンニングしていた潮を階段の上で詰めている際、上から東村が落としたカエルのおもちゃに驚き階段から転落し車いす生活となったが、「大事にはしたくない」という家の方針で内密にされたことでより渡邉家の支配が増長するが、その後渡邉七郎の失墜をきっかけにいじめられるようになり、後に不登校の末失踪する。
当初は自殺と思われていたが、最終的には足は完治し、生存を仄めかす写真を送ったことで影山が全て死で終わらすのを止めるきっかけとなり、卒業式後にも無事に全員で遊ぶことが出来た。

#### 関係者たち
林友幸（はやし ともゆき）
演 - 宮川一朗太
12人の担任。生徒には気さくで「見て見ぬふりはできない」と正義感も熱く慕う生徒もいた一方、一部の生徒へのセクハラじみた贔屓や顧問を務めるバレー部では体罰を行うなど裏では相当な反感を買っていた。
「真っ白な正義」に関してはある程度知っていたらしく、睡眠薬で眠らされいたずら書きをされ、高瀬に対して復讐に走った相央高校の不良にバットで殴られるも、生徒をかばい「林が不良をバットで殴った」として逮捕、さらにその後に「真っ白な正義」によるセクハラの告発を受け卒業式前に解雇。「未成年を殴った暴力教師」「生徒に手を出したセクハラ教師」の汚名をかぶせられることとなり、事件後に塾講師として再就職をするも投稿に気づいた保護者からのクレームでままならず、妻も逃げるなど人生を破滅させられた。また、不良たちに殴られた後遺症で足を引きずっている。
当初は覆面姿で片付けを行うなど世話を行うが、覆面の中身が「林にバットで殴られた不良」と思い込んだ7人から林に対する罵詈雑言を聞き正体を明かす。事件の真実とその後の生活を明かし柿崎が選んだ1人を殺そうとするが選ばなかったため柿崎を殺そうとするも、教え子を手にかけることはできなかった。そして間接的に「自分が拉致した真犯人でない」ということを明かしつつ、シカの剥製に仕込まれた隠しカメラを破壊しようとするも、真犯人の手によって5番目に「消える」。
渡邉と影山が姉妹であることは渡邉七郎の相談などから知っており、今回の影山の計画に手助けをしていた。

岡崎隼也（おかざき じゅんや）
演 - 柾木玲弥
渡邉七郎が理事長を務める総合病院の医師。渡邉の彼氏として交際しており、別荘で行われたプロポーズも兼ねた交際1周年記念パーティには久美・美玲・加藤・齊藤・高本・柿崎・高瀬の7人も一緒に参加していた。一方で金持ちであることを鼻にかけるなど7人にはあまりいい印象を持たれていなかった。
渡邉と別れた後加藤と交際するも、過去に停電の最中にぜんそくの患者（久美と渡邉の幼馴染）に対してぜんそく用と麻酔用の点滴を取り違えるという医療ミスで患者を死なせる。この件は渡邉七郎の手によってもみ消され、本人も「事故だった」というものの悔恨の意が見られなかったことから加藤から別れを切り出された。

幼馴染
久美と渡邉の幼馴染であり、「真っ白な正義」の立ち上げメンバーの1人。非常に正義感が強かったものの、岡崎の医療ミスによって死亡。そのことに渡邉はかなり大きいショックを受けていた。

渡邉七郎
渡邉美穂の父。県内最大の総合病院の理事長にして県議会議員のドン。地元一帯の海や港一帯を取り仕切っており影響力も大きい一方、慈善活動にも勤しむ名士であり、特に女性の生活向上や地位向上に熱心。その影響を美穂も受け「真っ白な正義」での活動を始めた。また、校内では林に度々相談しに来ているところを柿崎に見られていた。
しかし、収賄疑惑や淫行・隠し子疑惑によりその座を追われ、それと同時に美穂がいじめられるきっかけとなった。
|      | 久美       |      |
| 齊藤 |            | 柿崎 |
| 高本 | 高瀬       |      |
| 東村 | 井口       |      |
| 潮   | 影山       |      |
| 美玲 | 加藤       |      |
|      | ? （渡邉） |      |

#### 用語
真っ白な正義
Twitterアカウント。通称は「マッシロ」。元々は渡邉・久美と「久美の小学校から一緒だった幼馴染」が作っており、友達の死去後渡邉がクラスメートを勧誘し最終的に12人がアカウントを共有し参加していた。主に世の中でのマナー違反など許せない行為に対し「歩きたばこをする人に水鉄砲をかける」「点字ブロックの上に駐輪された自転車を横倒しにしてどかす」などの写真・動画をアップロードしていた。当初は真っ当な世直し系アカウントのようだったが、幼馴染の死をきっかけに渡邉が暴走しエスカレート。最終的には「消費期限を偽装していたスーパーの肉を万引きして捨てる」「ブラック企業の会社社長の車に白ペンキをかける」など軽犯罪を犯し、さらにそれによって多くの人間が人生を狂わされている。

### 特別編
金村美玖（かねむら みく）
演 - 金村美玖
河田陽菜（かわた ひな）
演 - 河田陽菜
小坂菜緒（こさか なお）
演 - 小坂菜緒
富田鈴花（とみた すずか）
演 - 富田鈴花
丹生明里（にぶ あかり）
演 - 丹生明里
濱岸ひより（はまぎし ひより）
演 - 濱岸ひより
松田好花（まつだ このか）
演 - 松田好花
宮田愛萌（みやた まなも）
演 - 宮田愛萌

## スタッフ
- 企画・原作 - 秋元康[10]
- 脚本 - 室岡ヨシミコ、田中洋史、保坂大輔[10]
- 音楽 - 牧戸太郎[10]
- 主題歌 - けやき坂46「それでも歩いてる」[13]
- プロデューサー - 大和健太郎、江川智、野村敏哉[10]
- 共同プロデューサー - 成田岳[10]
- アソシエイトプロデューサー - 小林史憲[10]
- コンテンツプロデューサー - 滝山直史、鎌仲佑允[10]
- 監督 - 内片輝、石田雄介、頃安祐良、古川豪[10]
- 制作 - テレビ東京、ADKアーツ[10]
- 製作著作 - 「Re:Mind」製作委員会[10]

## 放送・配信期間
テレビ放送
| 放送期間                      | 放送時間                     | 放送局       | 対象地域   | 備考   |
| ----------------------------- | ---------------------------- | ------------ | ---------- | ------ |
| 2017年10月20日 - 12月29日     | 金曜 1:00 - 1:30（木曜深夜） | テレビ東京   | 関東広域圏 | 制作局 |
| 2017年10月24日 - 2018年1月3日 | 火曜 23:00 - 23:30           | BSジャパン   | 日本全国   |        |
| 2017年11月3日 - 2018年1月18日 | 金曜 1:35 - 2:05（木曜深夜） | テレビ和歌山 | 和歌山県   |        |

ネット配信
| 放送期間                  | 放送日時 | 配信元  | 備考                   |
| ------------------------- | -------- | ------- | ---------------------- |
| 2017年10月13日 - 12月22日 |          | Netflix | 地上波より先行して配信 |

## 放送日程
| 各話   | 放送日   | 脚本         | 監督     |
| ------ | -------- | ------------ | -------- |
| 第1話  | 10月20日 | 室岡ヨシミコ | 内片輝   |
| 第2話  | 10月27日 | 保坂大輔     | 内片輝   |
| 第3話  | 11月3日  | 田中洋史     | 内片輝   |
| 第4話  | 11月10日 | 室岡ヨシミコ | 石田雄介 |
| 第5話  | 11月17日 | 田中洋史     | 石田雄介 |
| 第6話  | 11月24日 | 田中洋史     | 石田雄介 |
| 第7話  | 12月1日  | 保坂大輔     | 頃安祐良 |
| 第8話  | 12月8日  | 室岡ヨシミコ | 頃安祐良 |
| 第9話  | 12月15日 | 保坂大輔     | 古川豪   |
| 第10話 | 12月22日 | 田中洋史     | 古川豪   |
| 第11話 | 12月29日 | 保坂大輔     | 石田雄介 |
| 第12話 | 12月29日 | 室岡ヨシミコ | 石田雄介 |

| 各話   | 放送日     | 脚本     | 監督     |
| ------ | ---------- | -------- | -------- |
| 特別編 | 12月29日 - | 田中洋史 | 池田千尋 |

## 関連商品
| リリース日   | タイトル            | レーベル     | 規格品番    | 形態   | 封入特典                                             | 特典映像 |
| ------------ | ------------------- | ------------ | ----------- | ------ | ---------------------------------------------------- | --- |
| 2018年7月4日 | Re:Mind Blu-ray BOX | Sony Records | SSXX-62/6   | 初回版 | Blu-ray / DVD BOX 発売記念イベント参加抽選応募ハガキ | Re:Mind 特別編 “Re:Wind” 第12話 ディレクターズカット版 Re:Mind メイキング Part 1 - 2 シンデレラガールを探せ! けやき坂46 2期生緊急オーディション ビジュアルコメンタリー |
| 2018年7月4日 | Re:Mind Blu-ray BOX | Sony Records | SSXX-62/6   | 初回版 | スペシャルブックレット                               | Re:Mind 特別編 “Re:Wind” 第12話 ディレクターズカット版 Re:Mind メイキング Part 1 - 2 シンデレラガールを探せ! けやき坂46 2期生緊急オーディション ビジュアルコメンタリー |
| 2018年7月4日 | Re:Mind Blu-ray BOX | Sony Records | SSXX-62/6   | 初回版 | 番組特製トレーディングカード 20枚                    | Re:Mind 特別編 “Re:Wind” 第12話 ディレクターズカット版 Re:Mind メイキング Part 1 - 2 シンデレラガールを探せ! けやき坂46 2期生緊急オーディション ビジュアルコメンタリー |
| 2018年7月4日 | Re:Mind Blu-ray BOX | Sony Records | SSXX-62/6   | 初回版 | ランダム封入Aバージョン生写真 7枚（計20種）          | Re:Mind 特別編 “Re:Wind” 第12話 ディレクターズカット版 Re:Mind メイキング Part 1 - 2 シンデレラガールを探せ! けやき坂46 2期生緊急オーディション ビジュアルコメンタリー |
| 2018年7月4日 | Re:Mind DVD BOX     | Sony Records | SSBX-2590/4 | 初回版 | Blu-ray / DVD BOX 発売記念イベント参加抽選応募ハガキ | Re:Mind 特別編 “Re:Wind” 第12話 ディレクターズカット版 Re:Mind メイキング Part 1 - 2 シンデレラガールを探せ! けやき坂46 2期生緊急オーディション ビジュアルコメンタリー |
| 2018年7月4日 | Re:Mind DVD BOX     | Sony Records | SSBX-2590/4 | 初回版 | スペシャルブックレット                               | Re:Mind 特別編 “Re:Wind” 第12話 ディレクターズカット版 Re:Mind メイキング Part 1 - 2 シンデレラガールを探せ! けやき坂46 2期生緊急オーディション ビジュアルコメンタリー |
| 2018年7月4日 | Re:Mind DVD BOX     | Sony Records | SSBX-2590/4 | 初回版 | 番組特製トレーディングカード 20枚                    | Re:Mind 特別編 “Re:Wind” 第12話 ディレクターズカット版 Re:Mind メイキング Part 1 - 2 シンデレラガールを探せ! けやき坂46 2期生緊急オーディション ビジュアルコメンタリー |
| 2018年7月4日 | Re:Mind DVD BOX     | Sony Records | SSBX-2590/4 | 初回版 | ランダム封入Bバージョン生写真 7枚（計20種）          | Re:Mind 特別編 “Re:Wind” 第12話 ディレクターズカット版 Re:Mind メイキング Part 1 - 2 シンデレラガールを探せ! けやき坂46 2期生緊急オーディション ビジュアルコメンタリー |